# Caloboletus calopus
Caloboletus calopus, là một loài nấm trong họ Boletaceae, được tìm thấy ở châu Á, Bắc Âu và Bắc Mỹ.
Xuất hiện trong rừng cây lá kim và rừng lá rụng vào mùa hè và mùa thu, quả thể mập mạp và có nhiều màu sắc thu hút, với mũ nấm màu be đến màu ô liu có chiều ngang lên đến 15 cm (6 in), thân nấm đỏ lên dài đến 15 cm (6 in) và rộng đến 5 cm (2 in). Cùi màu vàng nhạt chuyển sang màu xanh biển khi bị hỏng hoặc thương nhẹ.
Christian Persoon đầu tiên mô tả loài này dưới tên Boletus calopus năm 1801. Nghiên cứu phát sinh loài phân tử hiện đại cho thấy rằng nó chỉ có quan hệ xa với loài điển hình của chi Boletus cần phải đặt trong một chi mới là Caloboletus, được đặt ra vào năm 2014, với C. calopus định là loài điển hình. Caloboletus calopus có một vị đắng cực mạnh, vị này không mất đi sau khi được nấu. Ta có thể phân biệt giữa C. calopus với Boletus edulis nhờ chân nấm của C. calopus màu đỏ.

## Phân loại
Caloboletus calopus ban đầu được Jacob Christian Schäffer công bố với tên gọi Boletus olivaceus vào năm 1774, nhưng tên họi này đã không được dùng vì sau này nó được chuyển cho một loài khác. Danh pháp đồng nghĩa Boletus lapidum năm 1792 của Johann Friedrich Gmelin cũng không hợp lệ. Christian Hendrik Persoon mô tả loài này vào năm 1801; danh pháp loài của nó lấy từ tiếng Hy Lạp cổ καλος/kalos ("xinh đẹp") và πους/pous ("bàn chân"). Tên tiếng Đức, Schönfußröhrling, dịch nghĩa đen là "bolete chân đẹp". Tên thông dụng thay thế trong tiếng Anh là "scarlet-stemmed bolete" và "bitter beech bolete".